# Der Zwerg

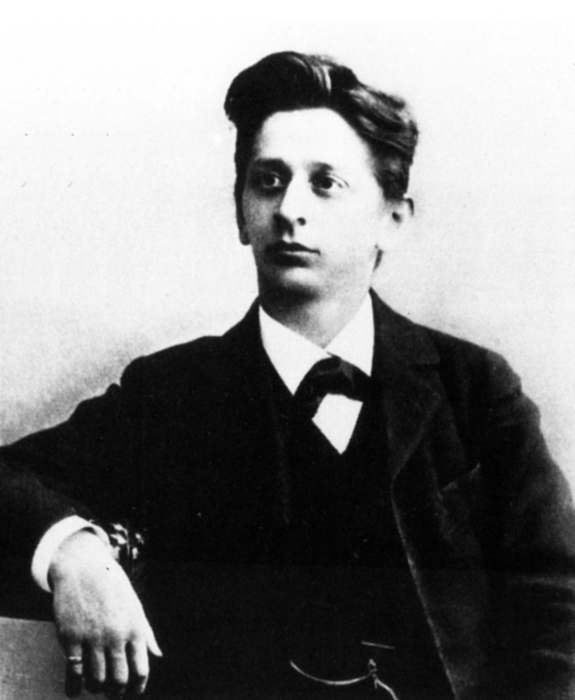
Portrait d'Alexander von Zemlinsky.

Der Zwerg (français : Le Nain) opus 17 est un opéra en un acte d'Alexander von Zemlinsky sur un livret de George Klaren d'après la nouvelle The Birthday of the Infanta d'Oscar Wilde. Il fut créé le 28 mai 1922 au Staatstheater de Cologne sous la direction d'Otto Klemperer. En 1981 l'opéra est donné au Staatsoper de Hambourg dans une version abrégée puis rejoué dans sa version d'origine en février 1996 à Cologne sous la direction de James Conlon.

## Distribution
| Rôle                        | Voix              | Première 28 mai 1922 (Chef d'orchestre: Otto Klemperer) |
| --------------------------- | ----------------- | ------------------------------------------------------- |
| Donna Clara, l'Infante      | soprano           | Erna Schröder                                           |
| Ghita, sa dame de compagnie | soprano           | Käthe Herwig                                            |
| Don Estoban, le chamberlain | basse             | Hubert Mertens                                          |
| Le nain                     | ténor             | Karl Schröder                                           |
| Première servante           | soprano           | Hedwig Werle                                            |
| Seconde servante            | soprano           | Hedwig Hertel                                           |
| Troisième servante          | alto              | Agnes Achnitz                                           |
| Amies de l'infante          | sopranos et altos | Johanna Klemperer, Else Karsten, Adelheid Wollgarten    |